# Хильковое
Хильковое (укр. Хилькове) — село,
Ворожбянский сельский совет,
Лебединский район,
Сумская область,
Украина.
Код КОАТУУ — 5922982412. Население по переписи 2001 года составляло 14 человек .

## Географическое положение
Село Хильковое находится на одном из истоков реки Ворожба,
ниже по течению на расстоянии в 1 км расположено село Басовщина.
К селу примыкают небольшие лесные массивы.